# Dan Harrigan
Dan Harrigan (Estados Unidos, 29 de octubre de 1955) es un nadador estadounidense retirado especializado en pruebas de estilo espalda, donde consiguió ser medallsita de bronce olímpico en 1976 en los 200 metros.

## Carrera deportiva
En los Juegos Olímpicos de Montreal 1976 ganó la medalla de bronce en los 200 metros estilo espalda, con un tiempo de 2:01.35 segundos, tras sus compatriotas John Naber que batió el récord del mundo con 1:59.19 segundos y Peter Rocca (plata).
Y en el campeonato panaméricano de Ciudad de México 1975, ganó el oro en los 200 metros espalda.